# Петухов, Виталий Альбертович
Вита́лий Альбе́ртович Петухо́в (9 февраля 1954, Большой Серманангер, Марийская АССР — 12 января 2016, Куженер, Марий Эл) — советский и российский марийский прозаик, драматург и журналист. Член Союза писателей СССР с 1990 года и Союза журналистов России. Лауреат Государственной премии Республики Марий Эл в области литературы (1997). Народный писатель Марий Эл (2013).

## Биография
Родился 9 февраля 1954 года в деревне Большой Сермянангер Горномарийского района Марийской АССР в семье крестьянина.
С 1971 по 1975 год обучался в Марийском государственном педагогическом институте имени Н. К. Крупской. С 1975 года сотрудник редакции газеты «Марийская правда». С 1975 по 2016 год работал в газете «Заря»: с 1975 по 1983 год корреспондент, заведующий отделом и ответственный секретарь, с 1983 по 2016 год — главный редактор этого печатного издания.
Член Союза писателей СССР с 1990 года, член Правления Союза писателей Республики Марий Эл, был участником и руководителем секции горномарийских писателей Союза писателей Марийской АССР. С 1968 года из-под пера Петухова начали выходить первые литературные произведения, печатавшиеся в горномарийской газете «Ленин корны», республиканской газете «Ямде лий» и литературно-художественном журнале «Ончыко», в частности, сказка «Богатырь» (1969). В 1980 году из-под пера Петухова вышла большая подборка стихов, опубликованная в антологии «Богатырь века». В последующем были написаны такие книги как «Крылатые годы» (1982), повесть «Соловьиный родник» (1984), поэма «Да будет мир!» (1990), исторические романы «Акрам» (1994), «Тугой лук, острые стрелы» (2006) и «Соколы и коршуны» (2013), этим трём историческим романам была дана высокая оценка известных учёных, историка Геннадия Айплатова и литературоведа Николая Куторова. Все основные произведения издавались в Марийском книжном издательстве.
Писал только на горномарийском языке. Произведения переводились на русский, луговомарийский и другие языки.
В 1993 году В. А. Петухову было присвоено почётное звание Заслуженный журналист Марий Эл, в 2013 году — Народный писатель Республики Марий Эл. В 1997 году за исторические романы «Акрам» и «Лук тугой и остры стрелы» Петухов был удостоен Государственной премии Республики Марий Эл в области литературы имени С. Г. Чавайна
Скончался 12 января 2016 года на 62-м году жизни в посёлке городского типа Куженер Марий Эл.

## Награды
- Народный писатель Республики Марий Эл (2013)[4]
- Заслуженный журналист Марий Эл (1993)

### Премии
- Государственная премия Республики Марий Эл в области литературы имени С. Г. Чавайна (1997 — "за исторические романы «Акрам» и «Острая стрела тугая тетива»[5])